# Fort Duchesne
Fort Duchesne és una concentració de població designada pel cens dels Estats Units a l'estat de Utah. Segons el cens del 2000 tenia 621 habitants.

## Demografia
Segons el cens del 2000, Fort Duchesne tenia 621 habitants, 165 habitatges, i 138 famílies. La densitat de població era de 34,2 habitants per km².
Dels 165 habitatges en un 46,1% hi vivien nens de menys de 18 anys, en un 30,3% hi vivien parelles casades, en un 43% dones solteres, i en un 15,8% no eren unitats familiars. En el 13,3% dels habitatges hi vivien persones soles l'1,2% de les quals corresponia a persones de 65 anys o més que vivien soles. El nombre mitjà de persones vivint en cada habitatge era de 3,61 i el nombre mitjà de persones que vivien en cada família era de 3,78.
Per edats la població es repartia de la següent manera: un 40,1% tenia menys de 18 anys, un 11,4% entre 18 i 24, un 29,8% entre 25 i 44, un 14,7% de 45 a 60 i un 4% 65 anys o més.
L'edat mediana era de 24 anys. Per cada 100 dones de 18 o més anys hi havia 82,4 homes.
La renda mediana per habitatge era de 18.750 $ i la renda mediana per família de 14.688 $. Els homes tenien una renda mediana de 30.714 $ mentre que les dones 20.750 $. La renda per capita de la població era de 6.466 $. Entorn del 52,1% de les famílies i el 54,6% de la població estaven per davall del llindar de pobresa.

## Poblacions més properes
El següent diagrama mostra les poblacions més properes.